# الزراعة في إيران

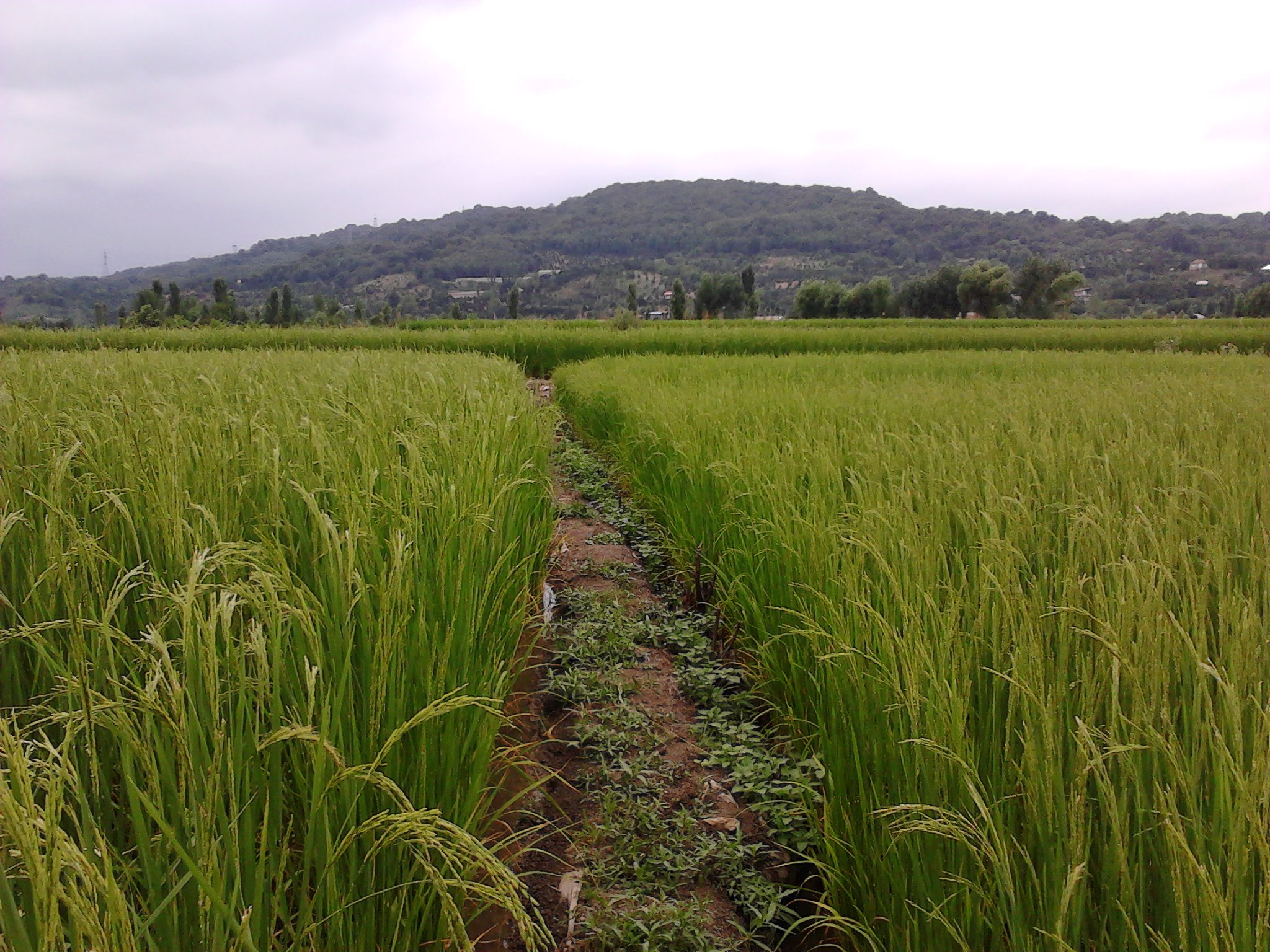
الزراعة في ايران

تتمتَّع إيران بكثرة الأراضِي الخِصْبة حيث أن ما يقارب ثلثَ المِساحة الإجمالية لإيران صالحة للزراعة.وتقعُ إيران في مِنطقة جافَّةٍ، مقدار التبخرِ السَّنوي فيها كبير، مما يجعلها تعاني من مشاكل في أنظمةِ الريِّ الزراعية فضلا عن العقوبات الدولية التي فُرِضَت عليها.